# Gran Premio di Bari

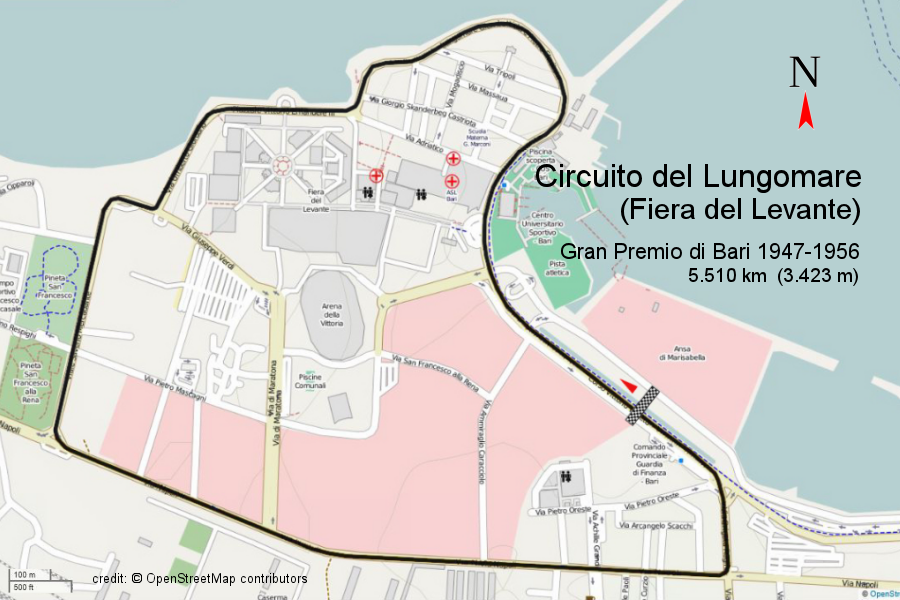
Circuito del Lungomare. Bari, 1947

Il Gran Premio di Bari è stata una corsa automobilistica che si è disputata in 9 edizioni tra il 1947 ed il 1956.
Dal 2010 avviene la Rievocazione storica del Gran Premio di Bari, organizzata da Old Cars Club.

## Caratteristiche

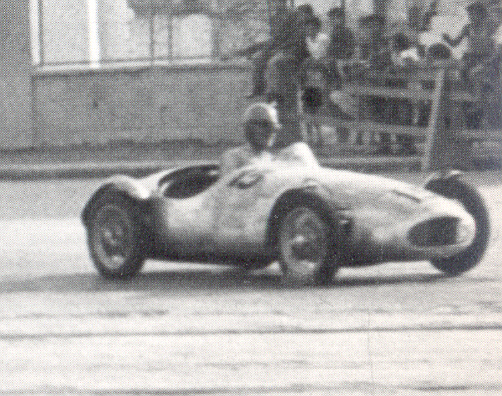
La Bandini 750 sport siluro sul circuito di Bari

Il circuito, della lunghezza di 5,54 km, si sviluppava sulle strade urbane di Bari intorno ai padiglioni della Fiera del Levante e veniva percorso in senso antiorario, eccetto nell'ultima edizione del 1956.

## Storia

### Edizione 1947
La prima edizione della gara pugliese, aperta alle vetture di Formula Grand Prix, prese il via alle ore 11 del 13 luglio 1947; starter per l'occasione è il sindaco Vito Antonio Di Cagno che ha fortemente appoggiato la manifestazione sportiva voluta dall'Automobile Club di Bari, chiamando ad organizzarla e dirigerla Renzo Castagneto, patron della Mille Miglia. Castagneto riuscì a far intervenire la Squadra corse Alfa Romeo che si presentò con la sua imponente struttura di uomini e mezzi, schierando due "Alfetta" ufficiali, guidate da Achille Varzi e Consalvo Sanesi.
Varzi prende subito la testa della corsa, tallonato da Sanesi e da Chico Landi con la Maserati. Dopo il ritiro di Landi al 20º dei 50 giri previsti, la gara si risolve in un duello serratissimo a colpi di giri veloci tra Varzi e Sanesi che si risolve in favore del primo, quando taglia il traguardo dopo aver percorso 257 km in 2h 37' e 27", facendo registrare una media di 105,275 km/h. Secondo Sanesi e terzo Renato Balestrero, con un'Alfa Romeo 8C privata. Curiosamente, sono anche gli unici piloti italiani tra concorrenti qualificati.
Grandi assenti risultarono la Ferrari e Tazio Nuvolari che in quella stessa giornata erano impegnati in una "gara di casa" sul Circuito di Parma, vinta da Nuvolari alla guida della Ferrari 125 S.
La strabocchevole presenza del pubblico barese, convinse l'Amministrazione comunale a ripetere l'esperienza anche per il futuro.

### Edizione 1948
Nella seconda edizione, l'Alfa Romeo decise di non partecipare in quanto le imbattibili "Alfetta" non avrebbero avuto degne rivali.
Si decise, quindi, di far gareggiare le neonate Formula 2, vetture fino a 2000 cc senza compressore. Le nuove Ferrari 166SC a 12 cilindri, anche se con scuderie private e non in veste ufficiale, furono presenti in gran numero. La Cisitalia, presente con la squadra ufficiale, affidò le sue vetture a Varzi, Bonetto e Taruffi.
Nelle prove il più veloce fu Farina (Ferrari) seguito da Bonetto e Taruffi (Cisitalia),  Villoresi (Maserati), Landi (Ferrari),  Varzi (Cisitalia) vincitore della prima edizione, seguito dal “mantovano volante” Nuvolari su Ferrari.
Alle ore 10 precise fu data la partenza e subito Bonetto assunse la testa seguito dal ferrarista Farina e dal compagno Taruffi, mentre Ascari si fermò agli “stalli” (box) per noie alle candele.
Al secondo giro Nuvolari mostrò a tutti la sua infinita classe superando Taruffi e Farina. Ma il fisico del “Mantovano volante” non resse, le sue condizioni di salute erano ormai precarie e dovette cedere il volante a Cortese.
Per la Maserati continuò il calvario delle candele con il conseguente ritiro di tutti e tre i piloti.
La gara s'infiammò negli ultimi giri quando Bonetto, in grande rimonta su Landi saldamente al comando, lo raggiunse al 57º giro ma all'ultima curva prima del rettilineo delle tribune, perse il controllo dell'auto e, dopo una sbandata, si ribaltò. Da segnalare l'esordio dell'Urania 500 compressore di Taraschi (giunto ottavo) e l'ottima prova dei piloti napoletani Ruggiero, Rocco e Cherubini.
La gara si concluse in poco meno di tre ore con la vittoria di Landi alla media di 108,633 km/h davanti a Bonetto e Varzi. Quarta la Ferrari di Nuvolari guidata da Cortese in quanto il grande pilota dovette abbandonare la gara per motivi di salute.
(cit. "Gran Premio di Bari 1947-1956" di Michele Perla - ediz. ASI Press)

### Edizione 1955
Nella domenica del 15 maggio 1955, sul medesimo tracciato, si svolse la riunione motoristica barese che comprendeva il "Gran Premio di Bari", riservato alle vetture sport oltre 2000 cm³,  e la "6 ore di Bari", gara notturna riservata alle vetture sport fino a 2000 cm³.
Il "GP" fu vinto dal pilota francese Jean Behra, su Maserati 3000, alla media di 132,079 km/h, davanti al compagno di marca Luigi Musso. Nella "6 ore" si poté assistere a una lotta serrata tra la Ferrari 2000 di Mario Della Favera e la Maserati 2000 di Cesare Perdisa, vinta da quest'ultimo alla media di 128,218 km/h.
L'allora piccola Ferrari era in grave difficoltà di uomini e mezzi, dovuta alla strana fissazione delle prove di qualifica del Gran Premio di Monaco per il successivo giovedì, partecipò al GP di Bari con una rappresentanza ridotta di piloti e macchine, schierando solo due vetture condotte dal belga Jacques Swaters e da Piero Taruffi. Durante le prove, svoltesi il giorno precedente, il copilota-meccanico Roger Laurent mise fuori uso la macchina di Swaters, uscendo di pista a causa di una macchia d'olio. Da quella curva particolarmente pericolosa e solitamente affollata nonostante il divieto, la Polizia aveva appena fatti sgombrare gli spettatori, mantenendo alcuni agenti a presidiarla per impedirne il ritorno. La Ferrari li investì, uccidendo sul colpo l'agente Francesco De Francisci. Rimasero feriti gravemente il pilota e altri due poliziotti. Alla partenza del GP si presentò la sola vettura di Taruffi che, dopo aver condotto buona parte della gara e segnato il giro più veloce, fu costretto al ritiro per un guasto meccanico.

### Edizione 1956
Nel 1956 il classico percorso del Gran Premio di Bari era ormai in piena zona abitata e, via Napoli, ormai una delle arterie principali di Bari, era già interessata da un gran traffico. Tuttavia gli organizzatori non si persero d'animo e, tra mille difficoltà di carattere burocratico, usando i necessari correttivi, riuscirono nel loro intento.
Fu invertito il senso di marcia, tribune e box furono sistemati sul piazzale antistante l'ingresso della Fiera del Levante.
Anche questa edizione fu organizzata in due gare: la prima per vetture Sport fino a 2000cc e la seconda oltre i 2000cc valevole per il Campionato Nazionale Conduttori.
La Maserati scese in forze con uno squadrone di 150S, 200S e 300S e con qualche vecchia, ma sempre competitiva, A6GCS.
La Scuderia Ferrari portò le 875 S affidate a Alfonso de Portago ed al giovane di belle promesse Phil Hill, con le scuderie private gareggiarono le 750 Monza e le 500 TR.
Le prove furono ad appannaggio di Jean Behra, dietro di lui il giovane Cesare Perdisa  e Giulio Cabianca. Quarto Villoresi (una vecchia conoscenza di Bari) seguito da Piero Carini e Gino Munaron. Quindi ed un'altra volpe d'argento nota al pubblico barese: Franco Cortese; ottavo un futuro costruttore di automobili da corsa: Alejandro De Tomaso. Questi fu protagonista di un curioso episodio: durante la sfilata del sabato mattina perse il passaporto e la licenza da pilota. Fortunatamente un solerte cittadino la ritrovò e la riconsegnò al preoccupatissimo pilota argentino che alloggiava presso l'Hotel Oriente.
La gara per le vetture Sport fino a 2000cc fu dominata dai piloti della Maserati Behrà e Perdisa, Cabianca su Osca al 3º posto e molti i ritiri tra cui la Maria Teresa de Filippis ed Isabelle Haskell, che qui conobbe il suo futuro marito De Tomaso.
Nella categoria regina le prove videro prevalere Moss su Maserati 300S davanti a De Portago su Ferrari 857 S (che perderà la vita qualche mese dopo nell'ultima edizione della Mille Miglia), il solito Taruffi e la giovane promessa Ferrari: Phil Hill.
Alla partenza lanciata Moss precedette Taruffi, Wharton, De Portago e Perdisa; qualche metro in più per Musy e Behrà. Dopo l'emozione della partenza, la gara perse di significato in quanto Moss, nel volgere di pochi giri, doppiò la maggior parte dei rivali. Le uniche emozioni furono il tentativo di rimonta di De Portago dal 17º posto (a seguito di un problema meccanico) al 6º posto per poi ritirarsi subito dopo. L'altro duello emozionante vide Behrà e Perdisa che, sebbene guidassero due Maserati 200S (categoria fino a 2000cc), riuscirono a star davanti a tutti gli altri.
La gara per vetture Sport oltre i 2000cc fu vinta dall'asso inglese Stirling Moss che precedette Jean Behra, il fresco vincitore della classe inferiore, ed il nostro Cesare Perdisa.
(cit. "Gran Premio di Bari 1947-1956" di Michele Perla - ediz. ASI Press)

## Albo d'Oro
| Edizione | Vincitore             | Auto                           | Resoconto     |               |
| -------- | --------------------- | ------------------------------ | ------------- | ------------- |
| 1956     | Stirling Moss         | Maserati 300S (superprototipi) | resoconto     |               |
| 1955     | Jean Behra            | Maserati 3000 (superprototipi) | resoconto     |               |
| 1954     | José Froilán González | Ferrari 625 (Formula 1)        | resoconto     |               |
| 1953     | Non disputato         | Non disputato                  | Non disputato | Non disputato |
| 1952     | Chico Landi           | Ferrari 225S (superprototipi)  | resoconto     |               |
| 1951     | Juan Manuel Fangio    | Alfa Romeo 159 (Formula 1)     | resoconto     |               |
| 1950     | Nino Farina           | Alfa Romeo 158 (Formula 1)     | resoconto     |               |
| 1949     | Alberto Ascari        | Ferrari 166 F2 (Formula 2)     | resoconto     |               |
| 1948     | Chico Landi           | Ferrari 166 Formula 2          | resoconto     |               |
| 1947     | Achille Varzi         | Alfa Romeo 158 (Formula 1)     | resoconto     |               |

## Galleria d'immagini
Gran premi 1947 - 1956
|  |  |

Rievocazione storica
|  |  |